# Goniothalamus wrayi
Goniothalamus wrayi este o specie de plante din genul Goniothalamus, familia Annonaceae, descrisă de George King. Conform Catalogue of Life specia Goniothalamus wrayi nu are subspecii cunoscute.